# The Nefilim
The Nefilim – brytyjska grupa muzyczna powstała około 1992 roku z inicjatywy Carla McCoy znanego z występów w grupie muzycznej Fields of the Nephilim. Zespół zakończył działalność wkrótce po wydaniu pierwszego albumu pt. Zoon.

## Dyskografia
- Xodus (1995, singel, Beggars Banquet Records)[2]
- Zoon	(1996, Beggars Banquet Records)[3]
- Penetration (1996, singel, Beggars Banquet Records)[4]